# Székely Ákos
Székely Ákos (Nagysimonyi, 1945. november 6. – Budapest, VII. kerület, 2021. április 29.) magyar költő, író, kritikus, irodalomtörténész, irodalomszervező, szerkesztő, műfordító.

## Életpályája
Szülei: Székely Lajos és Bálint Szilvia voltak. 1965-1970 között a József Attila Tudományegyetem Bölcsészettudományi Karának magyar-történelem szakos hallgatója volt. 1970-től a szombathelyi Berzsenyi Dániel Ipari Szakközépiskola és Szakmunkásképző (ma: VMSZC Puskás Tivadar Szakképző Iskola és Kollégium) magyar irodalom tanára. 1982-től vizuális költészeti kísérleteivel, írásvetítőre komponált szövegalakítási gyakorlatokkal rendszeresen szerepelt a Magyar Műhely találkozóin. 1987-ben részt vett a párizsi Polyphonix 11 nemzetközi költői fesztiválon. 1989-1995 között a Magyar Műhely egyik hazai szerkesztője volt. 1994-től a Szombathelyen is megrendezett Bloomsday kortárs művészi fesztivál egyik szervezője volt. 1995-től a szombathelyi Leopold Bloom művészeti folyóirat alapító szerkesztője volt.

## Művei
- Verbafrodita nász (versek); Magvető, Bp., 1985 (JAK füzetek)
- f (vizuális költemény, Dallos László és Rosta József fotóival); Magyar Műhely Baráti Kör, Bp., Magyar Műhely, Párizs, 1990
- Egyszeri kibocsátás. Vizuális költemények; Magyar Műhely, Párizs, Bécs, Bp., 1994 (Magyar Műhely Baráti Kör füzetek)
- Special selection (művészkönyv), Szerzői kiadás, 1995
- Metabolikus háttér; Graffiti Bt., Szombathely, 2000
- Leopold Bloom planetoida. Szerk. Abajkovics Péter és Székely Ákos (szépirodalmi album, képversek); Artpool, Magyar Műhely, Bp., 2012
- Second hand. Székely Ákos válogatott vizuális költeményei; Leopold Bloom, Bp., 2021

## Díjai
- Kassák Lajos-díj (1984)
- Eötvös-ösztöndíj (1988–1989)
- Bloom Gólem-díj (1998)